# PAR-lampa

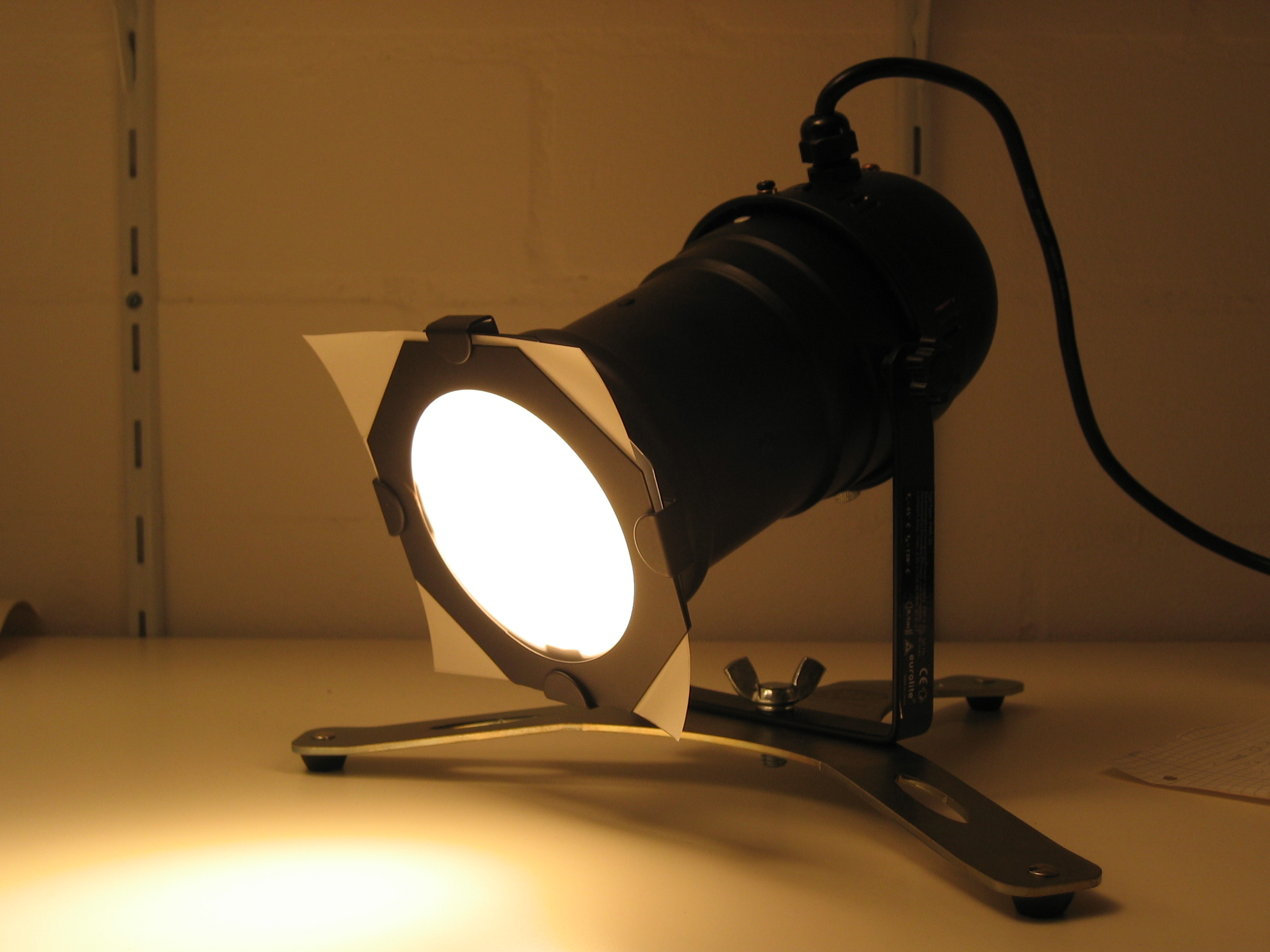
Parabolisk aluminiserad reflektorarmatur med lampa.

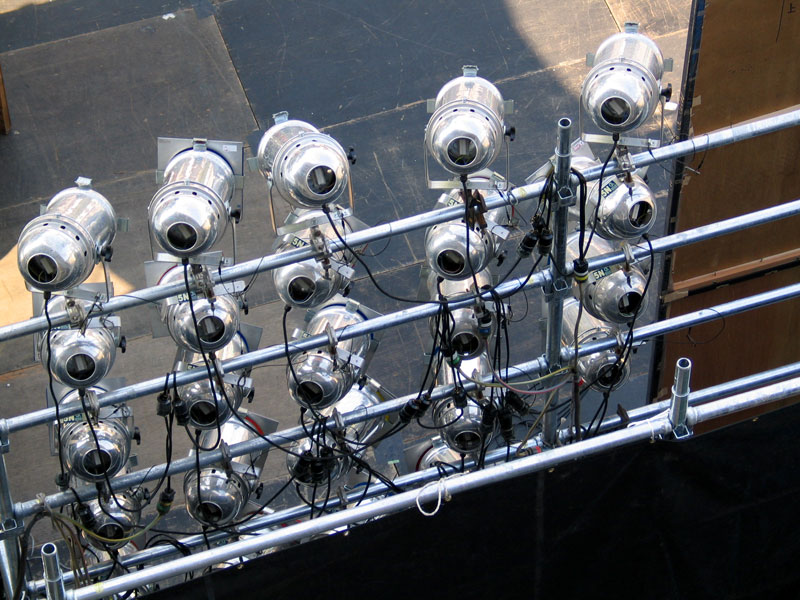
20 stycken PAR-burkar.

En PAR-lampa är en lampa eller armatur, där lampan själv eller monterad i en lämplig armatur avger en riktad ljusstråle. Armaturen konstruerades ursprungligen med en glödlampa och en parabolisk aluminiserad reflektor (engelska: parabolic aluminized reflector lamp), men kan även bestå av arrangemang med LED-lampor, linser och reflektorer. 
Lamptypen har bred användning inom scen och teater, affärslokaler, bostads- och transportbelysning. Bland tillämpningarna finns  strålkastare på tåg och bilar, landningslampor för flyg, infällda lampor i bostads- och affärslokaler.
Inom scen- och teater har denna typ av lampor fått flera benämningar som PAR-kanna, PAR-spot och PAR spotlight.